# Карбонат кобальта(III)
Карбонат кобальта(III) — неорганическое соединение,
соль кобальта и угольной кислоты с формулой Co2(CO3)3,
оливково-зелёное вещество.

## Получение
- Реакция фторида кобальта(III) и карбоната аммония:

{\displaystyle {\mathsf {2CoF_{3}+3(NH_{4})_{2}CO_{3}\ {\xrightarrow {}}\ Co_{2}(CO_{3})_{3}\downarrow +6NH_{4}F}}}

## Физические свойства
Карбонат кобальта(III) образует оливково-зелёное нестойкое вещество.
Не растворяется в воде.